# 직업 군인 캔디씨 이야기
《직업 군인 캔디씨 이야기》(The Life And Death Of Colonel Blimp)는 영국에서 제작된 에머릭 프레스버거 감독의 1943년 드라마, 멜로/로맨스, 전쟁 영화이다. 로저 리브시 등이 주연으로 출연하였고 마이클 포웰 등이 제작에 참여하였다.

## 출연

### 주연
- 로저 리브시
- 안톤 월브룩
- 데보라 카

### 조연
- 롤랜드 커버
- 제임스 맥케츠니
- 앨버트 라이븐
- 아서 원트너
- 데이비드 허크슨
- 우슬라 진즈

## 기타
- 미술: 알프레드 준지
- 의상: 조셉 바토
- 의상: 마틸다 에체스